# Cratere Cremona
Cremona è un cratere lunare di 85,12 km situato nella parte nord-orientale della faccia nascosta della Luna, lungo il margine nord-nord-ovest dell'emisfero visibile, a metà tra il cratere Boole, a sud-sud-est, ed il cratere Lindblad, nell'emisfero lunare opposto.
La visibilità di questo cratere è influenzata dalle librazioni lunari, ed in ogni caso, dalla Terra non è mai favorevole. C
È un cratere abbastanza antico ed eroso, cui si sovrappongono numerosi crateri minori. Il margine è stato consumato da impatti minori, trasformando la formazione in un'ampia depressione circondata da pendici irregolari. Piccoli crateri sono sovrapposti ai bordi a nord ed a nord-ovest, mentre il cratere satellite Cremona L attraversa il margine meridionale. Una fascia di crateri minori si estende attraverso il bordo nordorientale, continuando verso nord.
I crateri satelliti Cremona B e C formano una coppia di crateri nella parte nordoccidentale del pianoro interno. Le pendici interne sono inusualmente ampie verso ovest, digradando nel pianoro interno che assume qui un aspetto accidentato. Nella porzione orientale l'interno è più regolare e contiene i resti di un picco centrale vicino al margine orientale di Cremona C.
Il cratere è dedicato al matematico italiano Luigi Cremona.

## Crateri correlati
Alcuni crateri minori situati in prossimità di Cremona sono convenzionalmente identificati, sulle mappe lunari, attraverso una lettera associata al nome.
| Cremona | Coordinate            | Diametro (in km) |
| ------- | --------------------- | ---------------- |
| A       | 69°13′12″N 90°52′48″W | 42,86            |
| B       | 67°45′36″N 92°06′36″W | 19,29            |
| C       | 67°16′12″N 91°51′36″W | 14,43            |
| L       | 65°56′24″N 89°57′36″W | 21,6             |